# Tradiții de nuntă în Irak
În ciuda conflictului intersectar accentuat de pe teritoriul Irakului, am rămâne surprinși de faptul că tinerii din Bagdad care dețin un anume nivel de cultură nu se lasă influențați de acest aspect.  Opțiunile lor pot include în acest sens și reprezentanți ai altor secte sau etnii.
Într-adevăr, Irakul e ste divizat în cele două mari secte, Sunnism-ul, respective Shiism-ul, iar în această măsură, cartiere din Bagdad pot fi deopotrivă predominant Sunnite ori predominant Shiite. În zonele de confluență ale acestora, se pot regăsi efectiv ,,miliții’’ care protejează o sectă de ingerințele celeilalte. Cu toate acestea, milițiile rareori împiedică o nuntă inter-sectară ori inter-etnică, cu atât mai mult în zonele unde exclusivitatea sectară ori etnică se diluează. Motivul principal este și faptul că multe familii irakiene se constituie în familii mixte, ceea ce contribuie într-o oarecare măsură la închegarea societății.
Această dimensiune a vieții irakienilor se răsfrânge deci și asupra relațiilor dintre oameni și modului în care aceștia încheagă relații sociale de durată.  
În mod concret, majoritatea nunților sunt aranjate în mod traditional de către părinți fără ca mirii să se fi cunoscut anterior, dar există și cazuri în care spre exemplu un băiat observă o fată, caz în care mama băiatului intervine. Ulterior, mama începe să se intereseze cu privire la familia fetei, astfel încât să stabilească dacă nivelul social și financiar este unul potrivit. Apoi, mama ia legătura cu familia fetei și cere mâna acesteia în numele băiatului prezentându-și cu aceastî ocazie familia și băiatul, astfel încât să stârnească și curiozitatea familiei fetei. Ulterior, familia fetei va lua legătura cu familia băiatului și vor cere mirelui să vină cu mama sa. Unele familii pot chiar să lase mirii să se cunoască mai bine înainte de nuntă, sens în care vor decide și pasul următor. Cu toate acestea, tot acest proces poate să nu mai aibă loc, în măsura în care în unele zone rurale, mirii pot fii chiar veri.
Mashaiya
Pasul următor după aranjamentele inițiale este numit ,,Mashaiya’’, etapă în care familia mirelui aduc persoana mai în vârstă din familie cu un număr de rude și prieteni bărbați. Apoi, persoana cea mai în vârstă din familia mirelui cere mâna miresei tatălui acesteia, iar apoi tatăl mirelui în numele fiului său.  Ulterior, se servesc deserturi formalitățile consumând de regulă puțin timp.
Apoi, urmează petrecerea de logodnă, în cadrul căreia mirii fac schimb de inele, petrecerea fiind initiate de familia miresei, iar la aceasta participă rudele apropiate ale amândurora, iar daca locuința este prea mică, doar femeile participă la petrecere.
Oficializarea căsătoriei
Urmează următorul pas când cuplul se căsătorește legal în fața autorității, fără să trăiască neapărat împreună ulterior. În contractul care se încheie în această fază, bărbatul își asumă să cedeze soției bani, sau echivalentul în materiale, în cazul în care acesta ia hotărârea să divorțeze sau moare. Acest aranjament are loc de regulă la tribunal, dar unele familii cheamă judecătorul la locuința miresei, unde pot avea loc ceremonii cu iz traditional. În cazul sunni-ților, mireasa poartă o rochie alba sau Jallabyia, iar în fața ei așează șapte pahare, conținând alimente albe: zahăr, iaurt, frișcă, miere.etc., Coranul și o oglindă În cele ce urmează, mireasa este întrebată de judecător dacă este de acord cu căsătoria, printr-o serie de formule tradiționale, pe care dealtfel le repeat de trei ori, ulterior venind răspunsul miresei. Apoi se întoarce la mire pe care îl întreabă o singură data.
	În cazul shiiți-lor, mireasa poartă o rochie albă, iar în fața ei pun șapte farfurii lângă un platou cu diferite mirodenii aranjate frumos. În acest caz, un cler shiit este adus să conducă ceremonia și nu un judecător. În timp ce clerul îi adresează femeii întrebările corespunzătoare, timp în care două femei țin deasupra miresei o fâșie de pânză, iar o a treia presară deasupra acesteia zahăr tos. În același timp, mireasa își tine picioarele într-un lighean cu apă cu flori uscate în acesta.
Nishan și Henna
După ce se consumă și această ceremonie urmează ,,Nishan’’, care este o altă petrecere organizată de familia miresei, în casa proprie ori într-un local. În timpul petrecerii, familia mirelui oferă miresei bijuterii din aur ori diamante, în funcție de posibilitățile material, iar mirele o ajută pe aceasta să le ajusteze pe corp.
	Înainte de ziua nunții, sunt ținute petreceri separate, atât în casa mirelui cât și cea a miresei, unde fiecare își invită apropiații, iar ,,henna’’ este aplicată pe mâinile invitaților. Petrecerea cu Henna reprezintă dealtfel un ritual cu totul aparte care conferă farmec nunții care se întinde pe parcursul a șapte zile încheiate. În cadrul acestei petreceri, părinții mirelui oferă miresei o bijuterie scummpă, gest care poartă denumirea de Sanchaq, iar mireasa este pictată pe mâini și picioare cu henna
	După aceea urmează petrecerea propriu-zisă. Aceasta poate fii mai mult sau mai puțin fastuoasă, în sensul în care unele familii pot petrece cu o formație la casa miresei, iar alții prefer localuri spre exemplu.
Aceste tradiții pot bineînțeles varia de la un caz la altul, în funcție de mediu (urban, rural), posibilități financiare și în primul rând zonă. În Mosul spre exemplu petrecerea de nuntă este ținută a patra zi după ce ceremonia a avut loc. Aceasta se tine de obicei în casa părinților mirelui, iar invitații sunt doar din partea miresei; femeile invitate se presupune că ar trebui să aducă cadouri pentru noul cuplu. Doar mireasa participă de obicei la această petrecere, mirele așteptând într-o camera alăturată ca toți oaspeții să plece. Mireasa poartă o rochie de petrecere, iar uneori chiar mai multe, ori începe petrecerea cu rochia alba, pe care o schimbă între timp.
Actualmente, în ciuda situației dificile din zonă, ceremonii de nuntă încă mai au loc, doar cu subtile diferențe în ce privește momentele zilei când acestea se desfășoară. În locul unei seri de ceremonii, familiile sunt nevoite să sărbătorească la amiază astfel încât să garanteze siguranța evenimentului oaspeților lor. Majoritatea tinerilor căsătoriți nu mai sunt deprinși cu a-și petrece noaptea nunții la hotelurile din Bagdad, dar substituie prin șederea acasă, sau călătorii în Kurdistan spre exemplu.